# Paphiopedilum tranlienianum
Paphiopedilum tranlienianum é uma espécie de orquídea terrestre, família Orchidaceae, que habita o Vietnam.